# آر. جي. فيرغسون
آر. جي. فيرغسون (بالإنجليزية: R. G. Ferguson)‏ هو طبيب أمريكي، ولد في 12 سبتمبر 1883 في Joliette, North Dakota ‏ في الولايات المتحدة، وتوفي في 1964.